# Vetulonia
Vetulonia (dawniej z łac. Vetulonium, etr. Vatluna) – starożytne miasto w Etrurii, jedno z dwunastu miast-państw wchodzących w skład Ligi Etruskiej. Na jego miejscu znajduje się współczesna Vetulonia, miasto, które do 1887 roku funkcjonowało pod nazwami Colonnata i Colonna di Buriano. Obecnie stanowi część gminy Castiglione della Pescaia. W 2011 roku Vetulonię zamieszkiwały 254 osoby.

## Historia
Przed 600 r. p.n.e. Vetulonia należała do ligi dwunastu największych miast-państw etruskich. O mieście wspominał m.in. Dionizjusz z Halikarnasu, przypisując mu udział w latyńskim sojuszu przeciwko Rzymowi w VII w. p.n.e. Silius Italicus twierdził, że Rzymianie przejęli część atrybutów władzy, jak pręty i rózgi liktorskie, a także krzesło kurulne od Etrusków z Vetulonii. Miasto wymieniali także Pliniusz Starszy i Klaudiusz Ptolemeusz.
Bogate wyposażenie wotywne dwóch rozległych cmentarzysk na terenie miasta świadczy o wysokiej pozycji elity Vetulonii. Jako pierwszy odkrycia nekropolii dokonał w latach 1885–86 Isidoro Falchi. W jej obrębie odsłonięto ponad tysiąc grobowców, spośród których większość została przeniesiona do muzeów w Grosseto i Florencji. Larissa Bonfante Warren nazwała tę grupę „jednym z najbogatszych i najciekawszych cmentarzysk północnej Etrurii”. Część z najważniejszych grobowców została pokryta kurhanami, które pozostawiły trwały ślad w krajobrazie okolicy. W 1898 na jednym z cmentarzysk znaleziono grób wyposażony w wiązkę prętów żelaznych i dwugłową siekierę w środku. Wkrótce potem natrafiono na stelę⁣, na której przedstawiono rózgi.
Mura dell'Arce (mury cyklopowe) zostały wzniesione ok. VI–V w. p.n.e. Fotografia lotnicza ujawniła dalsze odcinki fortyfikacji, które pokazują znaczenie polityczne i handlowe Vetulonii. Miasto, które w czasach przedrzymskich było dużym ośrodkiem słynącym ze złotników, w okresie imperium zostało zdegradowane do roli drugorzędnej.
Niewiele wiadomo o średniowiecznej historii miasta, w którym o władzę walczyli opaci San Bartolomeo di Sestinga i rodzina Lambardi z Buriano. W 1323 Vetulonia weszła w skład gminy Massa Marittima, a dziewięć lat później przeszła pod zwierzchnictwo Sieny.
Starożytne miasto pozostawało nieodkryte aż do 1881.
Stanowisko archeologiczne jest łatwo osiągalne pieszo z miasteczka i jest otwarte dla zwiedzających od czerwca do września.

## Galeria

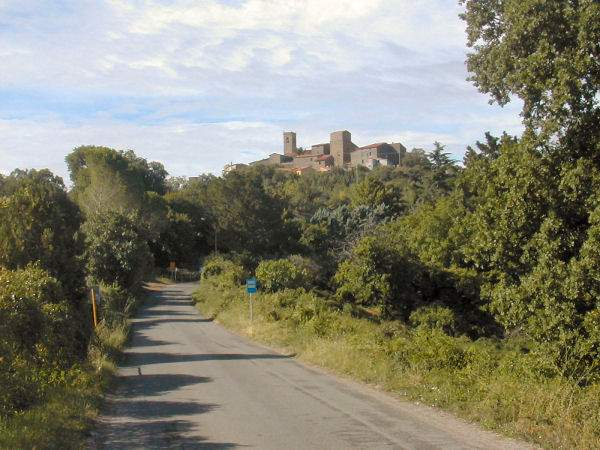
panorama współczesnej Vetulonii
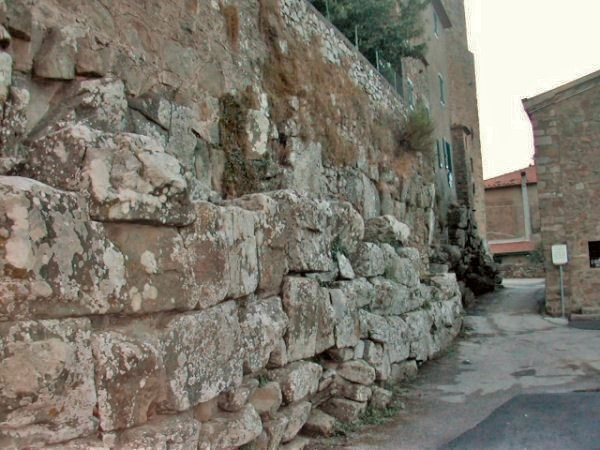
mur cyklopowy
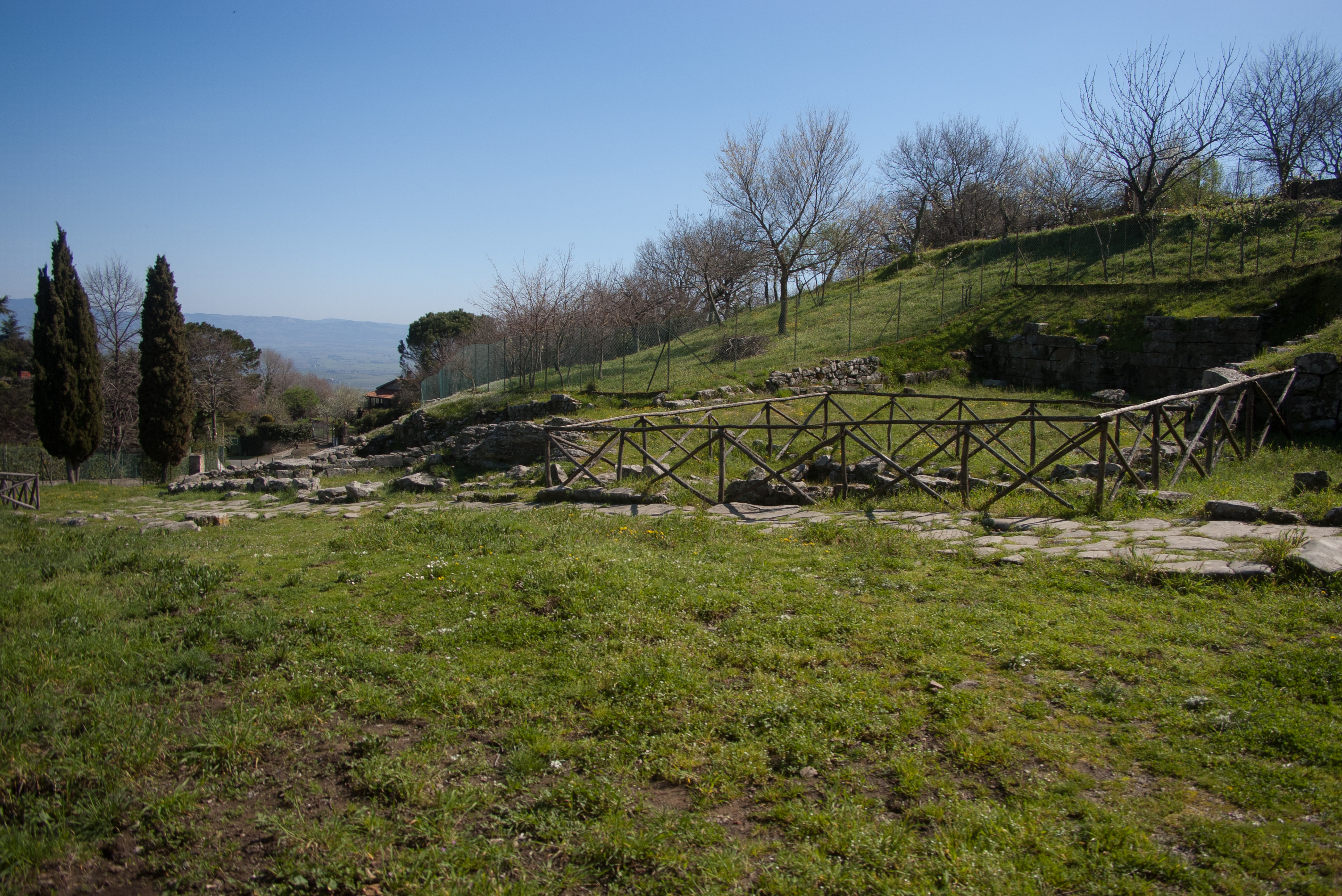
pozostałości etruskiego miasta
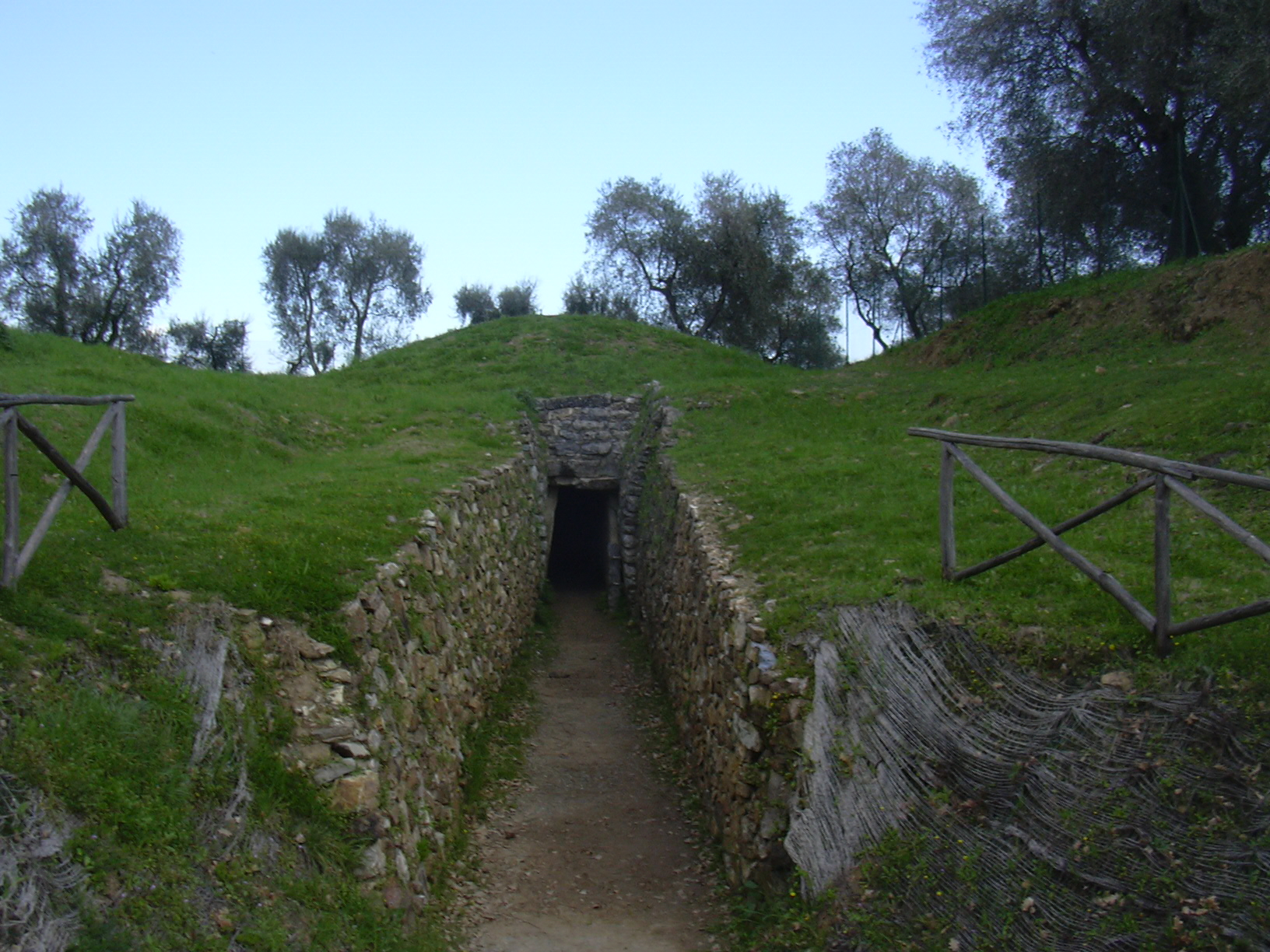
etruski grobowiec